# Canal des Saintes
Canal des Saintes är ett sund i Guadeloupe (Frankrike). Den ligger i den södra delen av Guadeloupe, 11 km sydost om huvudstaden Basse-Terre.